# محمد عبدالفتاح
محمد عبدالفتاح (عربی: محمد عبد الفتاح؛ زادهٔ ۱۷ آوریل ۱۹۹۱) بازیکن فوتبال اهل مصر است.
از باشگاه‌هایی که در آن بازی کرده‌است می‌توان به باشگاه ورزشی الاهلی مصر اشاره کرد.
وی همچنین در تیم‌های ملی فوتبال زیر ۱۳ و زیر ۲۰ سال مصر بازی کرده‌است.